# Тосол
Тосол — советская торговая марка, под которой выпускался целый ряд технических жидкостей для автомобильной и машиностроительной отраслей.

## Происхождение названия
Продукты с торговым обозначением «ТОСол» были разработаны московским НИИ органической химии и технологии, слово составлено из аббревиатуры «ТОС» — «Технология органического синтеза» (название отдела института, непосредственно занимавшегося разработкой), и окончания «-ол», применяемого в химической номенклатуре для обозначения спиртов (этанол, метанол и т. п.), поскольку основой для первой из этих жидкостей послужил двухатомный спирт этиленгликоль.

## Охлаждающие жидкости
Безусловно, наибольшую известность из всех продуктов с данным обозначением получили низкозамерзающие охлаждающие жидкости «Тосол-А» и «Тосол-АМ», разработанные в конце 1960-х — начале 1970-х годов для замены изначально использовавшегося в системах охлаждения автомобилей ВАЗ итальянского антифриза Paraflu 11. Представлял собой смесь воды, этиленгликоля, композиции антикоррозионных и противопенных присадок. Разработчиками рецептуры «Тосола» были Алексей Васильевич Борисов и Оскар Наумович Дымент, создателями технологии получения и организаторами производства — Евгений Борисович Чижов и Марк Петрович Шаталов. Авторы торгового названия — Борис Владимирович Кирьян и Евгений Борисович Чижов. Коррозионные испытания проводил Юрий Владимирович Тихонов.
«Тосол-А» стал первой в СССР низкозамерзающей охлаждающей жидкостью, предназначенной для круглогодичной эксплуатации автотранспорта. Использовавшийся до этого желто-оранжевый этиленгликолевый тосол по ГОСТ 159—52, в котором роль антикоррозийной присадки играл декстрин, из-за устаревшей рецептуры обладал сравнительно невысокими эксплуатационными качествами, и ввиду этого его использование рекомендовалось только зимой, а в тёплое время года в систему охлаждения как правило заливали воду. После появления «Тосола» он стал применяться преимущественно в двигателях грузовиков.
Охлаждающие жидкости марок «Тосол-А» и «Тосол-АМ» («А» — «автомобильный», «М» — «модернизированный») выпускались в трёх вариантах: концентрат голубого цвета с содержанием этиленгликоля 96 %, готовая к употреблению охлаждающая жидкость «Тосол-А40» / «АМ40» (голубой, 53 %) и «Тосол-А65» / «АМ65» (красный, 63 %), температурой начала кристаллизации (вынесена в обозначение: −40 или −65°С). Концентрат и ОЖ с температурой кристаллизации −65°С, предназначенная для эксплуатации техники в полярных условиях, в розничную продажу практически не поступали. «Тосол-АМ» — вариант с улучшенной рецептурой и увеличенным сроком службы (три года или 60 000 км, вместо двух лет у «Тосола-А»).
Добавленный в «Тосол-А40» краситель ярко-голубого цвета, помимо облегчения определения уровня жидкости в бачке и идентификации течи, служил также в качестве индикатора старения охлаждающей жидкости — его изначальный голубой цвет по мере выработки пакета присадок менялся сначала на зелёный, затем на жёлтый, после чего происходило обесцвечивание жидкости, говорящее о потере ей своих эксплуатационных качеств. При температуре 80°С охлаждающая жидкость «Тосол-А40» сохранял изначальный голубой цвет в течение примерно 1000 моточасов, при 95°С — менял его на зелёный по истечении 500…600 моточасов, после чего сохранял окраску в течение большей части срока службы. При повышенной температуре в 105°С цвет ОЖ переходил в зелёный практически сразу, а через 500 моточасов происходило её обесцвечивание до бледно-желтого. При температуре 170°С (не встречающейся в реальном моторе) срок жизни тосола составлял всего лишь 4 часа. При прочих равных условиях дольше всего «Тосол» служил в двигателях автомобилей ГАЗ, «Иж» и «Москвич», имевших менее напряжённый температурный режим, а меньше всего — в «Самарах».
С 1990-х годов производство «Тосола-АМ» по оригинальной рецептуре был свёрнуто, вместо чего под этим названием стало выпускаться большое количество различных охлаждающих жидкостей с самыми разнообразными рецептурами, далеко не всегда соответствующих стандартам качества. В настоящее время «Тосол» — не более, чем торговое обозначение, под которым различными производителями реализуются дешёвые силикатные охлаждающие жидкости устаревшего типа, не имеющие никакого отношения к оригинальным «Тосолу-А» и «Тосолу-АМ» (а зачастую и откровенный контрафакт, в частности, метанол-содержащие жидкости).

## Закалочная жидкость
Закалочная жидкость марки «Тосол-К» («К» — «КамАЗ»), предназначенная для закалки металлических изделий, была изначально создана для Камского автомобильного завода.

## Смазочно-охлаждающая и закалочная жидкость
Смазочно-охлаждающая и закалочная жидкость «Тосол-ОИЗ» («ОИЗ» — «охлаждающая и закалочная») предназначена для использования в металлорежущем станочном оборудовании для смазки и охлаждения деталей при шлифовании, в качестве закалочной жидкости при термообработке металлов, а также — пассивирующего раствора для деталей из стали и чугуна. Получается растворением триэтаноламина и нитрита натрия в дистиллированной воде. Выпускается в виде концентрата, требующего разведения водой, двух марок — «А» при использовании нитрита натрия I сорта и «Б» — II сорта. Внешний вид концентрата — жидкость от желто-коричневого до коричневого цвета, в готовом к работе виде — прозрачный раствор желтоватого цвета.

## Гидравлическая жидкость
Негорючая гидравлическая жидкость «Тосол-НГЖ» предназначена для использования в качестве рабочей жидкости в гидроприводах промышленного оборудования.